# Emilie Martin
Emilie Norton Martin (* 30. Dezember 1869 in Elizabeth (New Jersey); † 8. Februar 1936 in South Hadley (Massachusetts)) war eine US-amerikanische Mathematikerin und Hochschullehrerin. Sie war Professorin für Mathematik am Mount Holyoke College.

## Leben und Werk
Martin war die Tochter von Robert Wilkie Martin (1841–1907) und Mary Holmes Ford und besuchte die Mrs E. L. Head's School in Germantown (Philadelphia), die Studentinnen die Möglichkeit bot, sich auf den Eintritt in das Bryn Mawr College vorzubereiten. Dieses College war ein nicht konfessionelles College, obwohl es von dem Quäker Joseph Taylor nach den Prinzipien der Quäker gegründet worden war. Als Martin 1890 dort ihr Studium der Mathematik und Latein begann, war Charlotte Angas Scott die erste Leiterin der Mathematik als eine von nur zwei Professorinnen unter den sieben. Martin schloss ihr Studium 1894 mit einem Bachelor of Arts ab. Während ihrer Studienzeit arbeitete sie 1893 als Privatlehrer für Mathematik und Latein. Da das Bryn Mawr College als erste Einrichtung in den USA Frauen höhere Abschlüsse anbot, studierte sie nach ihrem Abschluss ein Semester Mathematik und Physik als Doktorandin und unterrichtete das zweite Semester 1894–95 als Lehrerin an der Bryn Mawr School in Baltimore.
Im folgenden akademischen Jahr wurde sie zum Fellow am Bryn Mawr College ernannt und konnte ihre Forschung mit dem Ziel einer Promotion fortsetzen. Sie arbeitete 1896–1897 als Doktorandin und gewann in diesem Jahr ein Mary-Garrett-Stipendium für ein Studienjahr im Ausland. Dieses Stipendium wurde von Mary Elizabeth Garrett finanziert, die ein Vermögen von ihrem Vater geerbt hatte, der Präsident der ersten großen amerikanischen Eisenbahn war. Mary Garrett war mit Martha Carey Thomas und einer Gruppe anderer Frauen befreundet, die Frauen dabei helfen wollten, eine bessere Ausbildung zu erreichen und die 1885 die Bryn Mawr Schule für Mädchen in Baltimore gründeten. Das Stipendium wurde 1894 gegründet und Martin erhielt 500 US-Dollar, die ihren Aufenthalt von 1897 bis 1898 an der Georg-August-Universität Göttingen in Deutschland finanzierten. Dort besuchte sie Kurse von Felix Klein und David Hilbert.
Nach ihrem Jahr in Göttingen kehrte sie an das Bryn Mawr College zurück und promovierte 1899 bei Charlotte Angas Scott mit der Dissertation: On the Imprimitive Substitution Groups of Degree Fifteen and the Primitive Substitution Groups of Degree Eighteen. Anschließend unterrichtete sie ein Jahr an der Misses Kirk's School in Rosemont, Pennsylvania. Von 1901 bis 1902 arbeitete sie als Postdoc am Bryn Mawr College und wurde 1903 als Mathematiklehrerin am Mount Holyoke College ernannt, welches 1837 von Mary Lyon als Mount Holyoke Female Seminary gegründet war und als erste Einrichtung in den Vereinigten Staaten die Hochschulbildung für Frauen anbot. Martin unterrichtete dort bis zum Ende des ersten Semesters 1904/1905. Sie hatte für das zweite Semester des akademischen Jahres, in dem sie den allgemeinen Index für die ersten dreizehn Bände des Bulletins der American Mathematical Society erstellt hatte, eine Beurlaubung beantragt. Von 1906 bis 1907 forschte sie mit einem Postdoktorandenstudium bei Bryn Mawr und unterrichtete danach am Mount Holyoke College, wo sie 1911 zur außerordentlichen Professorin befördert wurde. 1925 wurde sie ordentliche Professorin und übernahm 1927 die Rolle der Vorsitzenden der Fakultät für Mathematik. 1934 wurde ihr von ihren Ärzten mitgeteilt, dass sie Krebs habe. Im September 1935 legte sie ihre Professur am Mount Holyoke College nieder und wurde zu diesem Zeitpunkt zur emeritierten Professorin ernannt. Sie starb im Februar des folgenden Jahres in ihrer Unterkunft auf dem Campus des Mount Holyoke College.